# Union des clubs professionnels de football

L'Union des clubs professionnels de football (UCPF) est un syndicat patronal représentant les clubs de football français possédant un statut professionnel.

## Historique
C'est le mercredi 28 février 1990, qu’un groupe dit de  " rénovateurs ", jeunes présidents de clubs de football professionnel ont créé, sous l’impulsion du Président A. Laurent, l'Union des Clubs Professionnels de Football (UCPF) et se sont répartis les rôles au sein de leur mouvement. M. André Laurent (Saint-Etienne) a été élu comme président, M. Jean-Louis Piette (Racing Paris 1) a hérité du poste de secrétaire général et M. Jean Michel Aulas (Lyon) de celui de trésorier. 
En soutien actif à ce trio, M. Max Bouyer (Nantes) et M. Noël Le Graët (Guingamp). 
Auprès de M. André Laurent, en tant que secrétaire, Philippe Diallo, futur Président de la Fédération Française de Football.
La naissance de cette union, sorte de syndicat patronal du ballon rond qui rassemble presque tous les clubs de première (à l'exception de Bordeaux) et de seconde division (une trentaine sur trente-six) marque le début d'une ère nouvelle pour le football français.
Les «rénovateurs » ont comme premier objectif d’être plus efficaces dans la conduite de leurs clubs de football, en proposant des mesures pour lutter contre les difficultés financières et traiter au mieux certains dossiers délicats: structures juridiques des clubs, joueurs étrangers, marché unique européen, contrôle financier des budgets des clubs. Ce dernier point aboutira à la création de la DNCG par la même équipe fondatrice de l'UCPF. 
Ils rappellent qu'ils ressentent le besoin de dialoguer davantage, assurent vouloir lutter contre l'image de marque parfois négative des dirigeants de club. « Nous n'avons pas l'impression de travailler contre qui que ce soit » déclare M. André Laurent, président de l'AS Saint-Etienne et de l'UCPF. Ce chef d'entreprise stéphanois avait pris en main les " verts " en 1983, alors qu'ils étaient au plus mal, sportivement et financièrement, après l'affaire de la caisse noire.
L'UCPF constitue une nouvelle force dans le football français. Le président stéphanois le reconnaît lorsqu'il se dit soucieux de " préparer l'avenir ", de porter un " regard nouveau " sur le football: le temps des dirigeants " artisans ", notables quelques fois trop passionnés, lui paraît révolu. Il évoque une " nouvelle race " de responsables, qui pensent " marketing ", " communication " « sponsoring » et surtout " équilibre des comptes « .
Les Présidents fondateurs -  Laurent-Piette-Aulas - de l’UCPF savent qu’ils peuvent compter sur le soutien du président de la fédération, M. Jean Fournet-Fayard, et du secrétaire d'Etat à la jeunesse et aux sports, M. Roger Bambuck. L'un comme l'autre se réjouissent de l'émergence de dirigeants d'un haut niveau, brillants orateurs et gestionnaires de talent. Ils voient en eux de véritables patrons garants d'une certaine rigueur dans un sport qui en a singulièrement manqué jusqu'à présent.
Dix-neuf clubs de Ligue 1 ont quitté l'UCPF en août 2015 pour fonder un syndicat baptisé "Première Ligue".
L'UCPF et Première Ligue s'unissent à nouveau le 1er Juin 2021, sous l'appellation "Foot Unis".

## Missions
Les missions de l'UCPF sont multiples :
- défendre les intérêts généraux et particuliers des clubs de football notamment au sein des Instances nationales et internationales ;
- être l’interlocuteur privilégié des salariés du football, dans le cadre d’un dialogue social constructif ;
- contribuer en concertation avec les pouvoirs publics, au développement d’un environnement juridique, fiscal et financier compétitif pour les clubs professionnels de football ;
- favoriser la solidarité et les échanges dans le monde du football.

## Membres
L'UCPF comprend 22 membres pour la saison 2019-2020 :

## Gouvernance
Le comité exécutif est l'organe de direction de l'UCPF ; il est composé de 10 membres élus par l'assemblée générale.
Le président de l'UCPF est élu par l'assemblée générale sur proposition du comité exécutif.
Le comité exécutif est chargé notamment :
- de contrôler l’exercice par le directeur général de l’administration de l'UCPF et des affaires syndicales ;
- de prendre toutes décisions et mesures relatives à l'UCPF et à son patrimoine ;
- de proposer et d'être le garant du suivi de la mise en œuvre du projet de l’UCPF voté par l’assemblée générale ,
- d'établir, s'il y a lieu, le règlement intérieur et préparer les résolutions à soumettre à l'assemblée générale.

Il est le garant de l’unité de l’UCPF et de la bonne exécution par le directeur général de toutes les décisions prises par l'assemblée générale.
Il exécute toutes les opérations et actes pris par l'assemblée générale et a les pouvoirs de décision et d'exécution pour accomplir tout ce qui n'est pas expressément de la compétence de l'assemblée.